# Pandèmia de COVID-19 a la Catalunya del Nord
La pandèmia per coronavirus de 2019-2020 va afectar la Catalunya del Nord a partir del mes de març del 2020. El primer cas confirmat de Covid-19 s'hi va detectar el 12 de març del mateix any i les primeres víctimes mortals set dies després, el 19 de març. L'expansió de la malaltia s'accelerà a partir del 22 de març, fent del departament el segon aleshores darrere Erau en nombre d'infectats de la regió Occitània.
En data del 12 d'abril el nombre de casos confirmats és de 280, les persones guarides 182 i de 21 morts.

## Els primers casos de coronavirus a l'estat francès
Els primers casos confirmats de malalts a l'estat francès, tres persones provinent de la ciutat xinesa de Wuhan, es van descobrir el 24 de gener del 2020. Dues d'aquestes es localitzaven a París i la darrera a l'Occitània occidental (Bordeus). Posteriorment, a partir del 25 de febrer l'epidèmia es va revelar de manera fulgurant al departament de l'Oise.

## Les primeres mesures de contenció

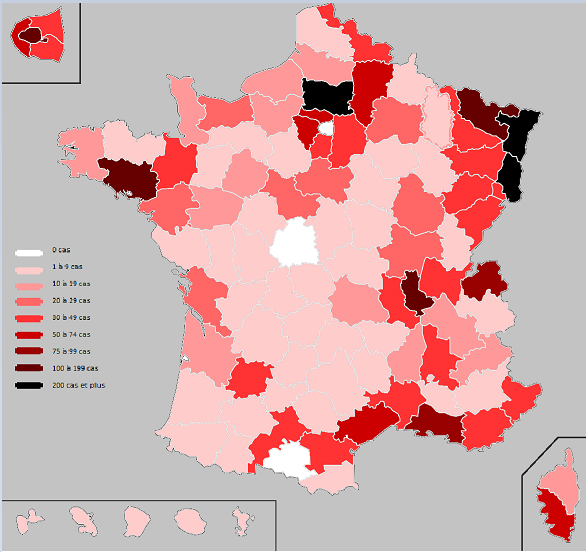
Mapa de casos confirmats a l'estat francès el 13 de març

Les primeres mesures de confinament a tot l'estat francès es van anunciar el dijous 12 de març, durant el discurs televisat del president Emmanuel Macron. Decretà aleshores el tancament de les escoles i universitats a partir del dilluns de la setmana següent.
Dos dies després, el primer ministre francès, Édouard Philippe, anunciava el tancament de tots els comerços que no fossin indispensables. Molts elegits com ara Carole Delga, presidenta de la regió Occitània, demanaren aleshores l'ajornament de les eleccions municipals, però la primera volta de les eleccions municipals es va mantenir el diumenge 15 de març.
L'endemà però, el 16 de març, s'informava que la segona volta s'ajornava indefinidament.

## El confinament total (17 de març-)
El discurs del president de la república francesa a la televisió i a la ràdio el 16 de març va divulgar l'aplicació d'un confinament, efectiu a partir de l'endemà, després d'arribar a un total de 6.633 casos confirmats i 148 defuncions per a tot l'estat francès.
A la Catalunya del Nord, l'anunci precipità les vendes de tabac al Portús l'endemà.
El confinament a tot el conjunt del territori francès es va aplicar a partir de migdia del 17 de març. D'ara endavant, només es toleren quatre tipus de desplaçaments que s'han de justificar mitjançant una derogació. Alguns diaris com l'Indépendant publiquen el document per a fer més fàcil la seva utilització.

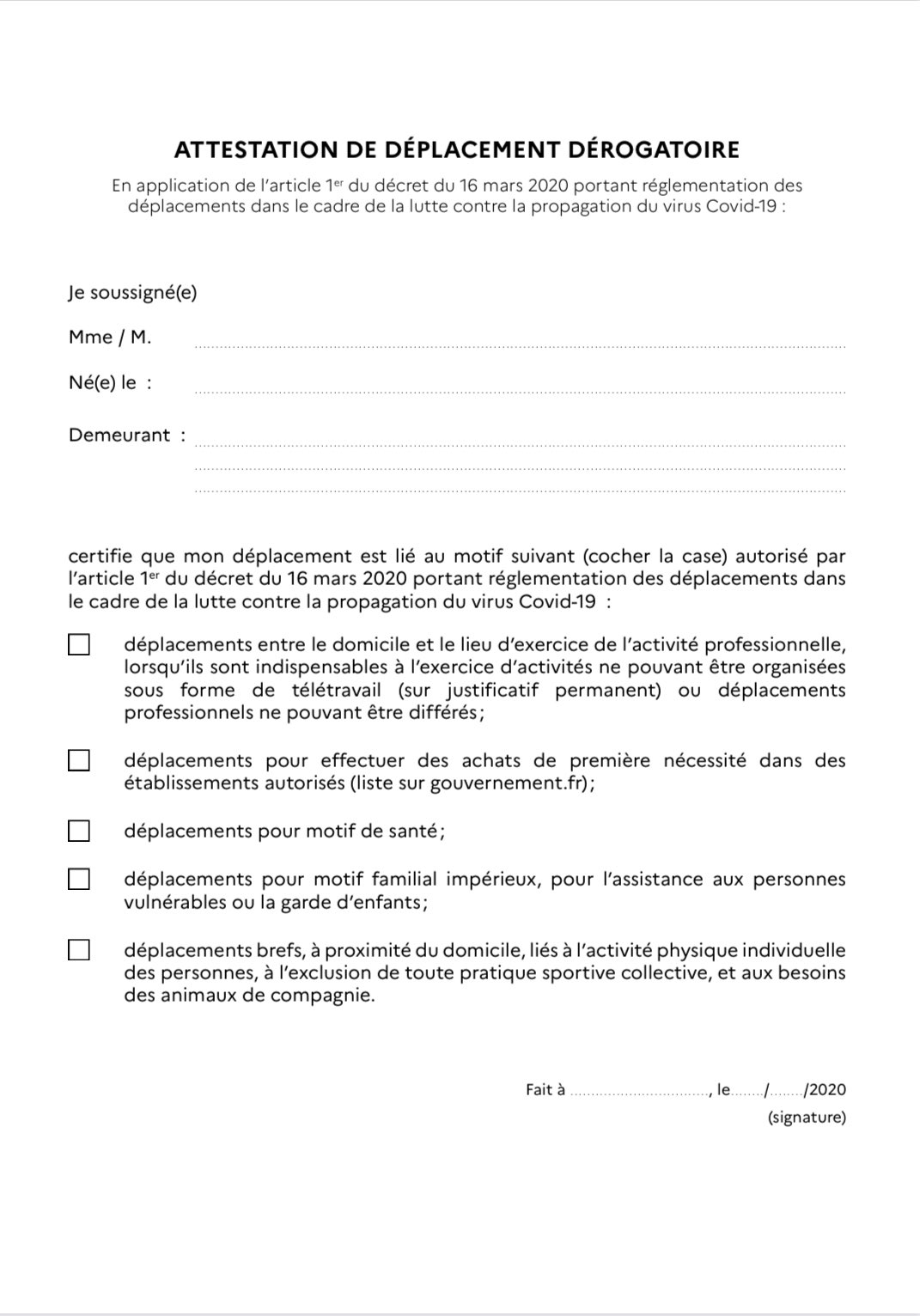
Primer model d'atestació de desplaçament

El 18 de març, arran d'una sospita d'infecció d'un agent del comú, el batlle de Toluges, dos altres elegits i nou agents es van posar en quarantena.

### Les primeres víctimes mortals (19 de març)
Les primeres morts nord-catalanes van ser les de membres de la comunitat gitana de Perpinyà. El 19 de març havien mort quatre persones d'origen rom amb patologia prèvia, una noia asmàtica de 24 anys del barri de Sant Jaume i tres altres persones del Vernet. Més tard durant el mateix dia s'anuncià una cinquena defunció.

### L'obertura d'un centre de consultes
El 20 de març va començar a funcionar un centre de consultes especial, obert des del dilluns fins al diumenge de les 8 del matí a les 8 del vespre, per a gestionar l'epidèmia del coronavirus a Perpinyà. Situat a l'antic hospital militar del carrer Foch de la capital catalana té nou sales de consulta que permetran fer les proves de detecció de la COVID-19 i evitar la saturació del servei telefònic del 15. Es preveu l'obertura de més centres a partir de la setmana següent a altres zones de la Catalunya del Nord (al Capcir, el Conflent, la Marenda i el Vallespir) i també al Fenolledès.

### L'expansió de la malaltia al si de la comunitat gitana
La comunitat gitana de Perpinyà, ja afectada per la pèrdua de quatre persones el 19 de març, per mor del seu estil de vida i de la seva pràctica religiosa, s'ha vist molt tocada per la COVID-19. Moltes famílies roms de la capital catalana tenen algun familiar en reanimació i sobretot s'ha deplorat la mort d'un pastor evangelista de 54 anys, Manel Soler, el 23 de març.

### La supressió dels esdeveniments festius
El 24 de març de 2020, els organitzadors declararen que s'anul·lava la 130a edició de les Regines i la celebració del Goigs dels Ous que s'havien de fer a Illa i als seus voltants el diumenge 12 d'abril.
El mateix dia el president de l'Arxiconfraria de la Sanch, Cédrik Blanch, va anunciar l'anul·lació d'un dels esdeveniments més notables de la capital nord-catalana, la Processó de la Sanch, prevista inicialment per al 10 d'abril de 2020.

## Dades estadístiques
Evolució del nombre de persones infectades amb COVID-19 hospitalitzades a la Catalunya del Nord (i el Fenolledès)
Evolució del nombre de morts per COVID-19 a la Catalunya del Nord (i el Fenolledès)